# 反本丸
反本丸（日语：／），也作返本丸，是存在于日本江户时代，以汉方药为名目的牛肉食品，可規避禁食牛肉法令。

## 背景
日本江户时代禁食牛肉等畜肉，屠宰畜類的專營權仅限彦根藩：彦根藩作为德川幕府谱代笔头，担负监视西国重任，拥4千兵力，本身对武具需求也较强；而牛皮則是铠甲、马鞍等武具的原料。在第二代藩主井伊直孝1647年从江户藩邸向其领地所發书信中，就对牛马皮使用做出详细指示。時有文书记载，彦根藩每年生产的皮革都會进献给幕府用以制作阵太鼓，或卖于他藩。彦根藩位于中仙道途径之地，為交通要冲，藩内有多个宿场町，以高宫宿规模最大。宿场町多有运输荷驮的牲畜，可推测當時就病弱或因故死亡之牛马存在頻繁貿易。

## 製售
元禄年间，第三代彦根藩主井伊直澄家臣花木传右卫门在江户时依《本草纲目》所载药方，以黄牛肉作为主药，創造了名为“反本丸”的药用牛肉；關於所制形态，則缺乏详细记述，有生肉、牛肉干、味噌腌制诸说。
中山道鸟居本宿存有写着“湖水清製 反本丸”的木板，可见在江户时代反本丸是合法销售的商品。雖反本丸配方為花木氏家传，但也有其他人仿制：1812年（文化9年），下等武士西村勘太夫在江户藩邸贩售私造反本丸，事发，1814年被处以禁足并禁止制造。:268
除用近江彦根牛肉製作外，江户时期亦有记载名为近江屋兵助的江戶商家售卖“朝鲜牛肉返本丸”；有名为对马屋七右卫门的商家售卖“返本丸”:495。反本丸的影响從當時一首狂歌可見一斑：，大意为：避開妻與子，以食药名目，偷吃牛肉。:29520世纪初日本有辞典对“返本丸”的定义是“用丸药牛肉所制的增肥药，出自井伊家”，也可见当时社会的认知。:511,512

## 彦根藩的牛肉传统
彦根藩可合法宰牛、使用牛皮，尽管食用牛肉非法，但推测有私自食用行爲。自1781年（安永10年）起，彦根藩以“养生肉”为名目向德川将军家和亲藩赠送味噌腌制牛肉。元禄年间也有书信证明赤穗浪士大石良雄曾向同僚赠送過味噌腌制彦根牛肉。彦根藩内也有牛肉干制法的传承。有观点认为，彦根的味噌腌制做法是为长途运输便於保存，但在炎夏期間，即使是味噌腌制也难以久存，進而发展出牛肉干的製法。:54,55
彦根藩创制反本丸合法化了牛肉的食用，可説是三大和牛之近江牛产业的发端。

## 关联条目
- 近江牛